# Béla Gyarmati
Béla Gyarmati (ur. 5 marca 1942 w Kispescie w Budapeszcie) – węgierski szermierz, dwukrotny medalista mistrzostw świata.
Podczas mistrzostw świata w Moskwie w 1966 roku Węgrzy w składzie: Béla Gyarmati, József Gyuricza, Jenő Kamuti, László Kamuti i Sándor Szabó zdobyli drużynowo srebrny medal. W tej samej konkurencji zdobył następnie kolejne srebro na mistrzostwach świata w Ankarze trzy lata później.
Na igrzyskach olimpijskich w Tokio w 1964 roku zajął siódme miejsce w zawodach drużynowych. Był to jego jedyny start olimpijski.